# Olax phyllanthi
Olax phyllanthi är en tvåhjärtbladig växtart som först beskrevs av Jacques-Julien Houtou de La Billardière, och fick sitt nu gällande namn av Robert Brown. Olax phyllanthi ingår i släktet Olax och familjen Olacaceae. Inga underarter finns listade i Catalogue of Life.